# De Non Existentia Dei (album Heretique)
De Non Existentia Dei – drugi album zespołu Heretique wydany 26 marca 2016 roku nakładem wytwórni Via Nocturna. Tekst utworu tytułowego jest fragmentem traktatu O nieistnieniu Boga Kazimierza Łyszczyńskiego w angielskim przekładzie Macieja "Sashy" Zalewskiego.    Album zawiera również jeden starszy utwór, znany z dema Primal Blasphemy "Unknown Whispers".

## Lista utworów
| Nr  | Tytuł utworu | Długość |
| --- | --- | ------- |
| 1.  | „Chimera (Preludium)” (muz. Marek Szubert, Piotr Odrobina, Grzegorz Celejewski, Wojciech Zydroń, Grzegorz Piszczek)                                                     | 1:08    |
| 2.  | „Sweet Stench Of Rotting Flesh” (muz. Marek Szubert, Piotr Odrobina, Grzegorz Celejewski, Wojciech Zydroń, Grzegorz Piszczek / sł. Tomasz Marszałek)                    | 3:50    |
| 3.  | „De Non Existentia Dei” (muz. Marek Szubert, Piotr Odrobina, Grzegorz Celejewski, Wojciech Zydroń, Grzegorz Piszczek / sł. Kazimierz Łyszczyński / tł. Maciej Zalewski) | 3:24    |
| 4.  | „Dying in Hate” (muz. Marek Szubert, Piotr Odrobina, Grzegorz Celejewski, Wojciech Zydroń, Grzegorz Piszczek / sł. Marek Szubert)                                       | 3:40    |
| 5.  | „Following Through (Interludium)” (muz. Marek Szubert, Piotr Odrobina, Grzegorz Celejewski, Wojciech Zydroń, Grzegorz Piszczek)                                         | 1:08    |
| 6.  | „Dimension” (muz. Marek Szubert, Piotr Odrobina, Grzegorz Celejewski, Wojciech Zydroń, Grzegorz Piszczek / sł. Marek Szubert)                                           | 5:36    |
| 7.  | „Czarna polewka (Neologizm stylistyczny)” (muz. Marek Szubert, Piotr Odrobina, Grzegorz Celejewski, Wojciech Zydroń, Grzegorz Piszczek)                                 | 2:59    |
| 8.  | „From the Black Soil” (muz. Marek Szubert, Piotr Odrobina, Grzegorz Celejewski, Wojciech Zydroń, Grzegorz Piszczek / sł. Marek Szubert)                                 | 3:28    |
| 9.  | „Unknown Whispers” (muz. Marek Szubert, Piotr Odrobina, Grzegorz Celejewski / sł. Marek Szubert)                                                                        | 3:30    |
| 10. | „Spiritus Antichristi” (muz. Marek Szubert, Piotr Odrobina, Grzegorz Celejewski, Wojciech Zydroń, Grzegorz Piszczek / sł. Marek Szubert)                                | 3:08    |
| 11. | „Raven” (muz. Marek Szubert, Piotr Odrobina, Grzegorz Celejewski, Wojciech Zydroń, Grzegorz Piszczek)                                                                   | 5:45    |
| 12. | „End Of Transmission (Postludium)” (muz. Marek Szubert, Piotr Odrobina, Grzegorz Celejewski, Wojciech Zydroń, Grzegorz Piszczek)                                        | 2:36    |
|     | | 40:12   |

## Twórcy
| - Marek "Strzyga" Szubert – wokal - Piotr "Peter" Odrobina – gitara prowadząca - Grzegorz "Celej" Celejewski – gitara rytmiczna, wokal wspierający - Wojciech "Zyzio" Zydroń – gitara basowa - Grzegorz "Igor" Piszczek – perkusja | - Piotr Nowak – produkcja muzyczna, miksowanie, mastering, realizacja nagrań (partie gitarowe i basowe) - Michał "Nihil" Kuźniak – realizacja nagrań (partie wokalne) - Krzysztof "Leon" Lenard – realizacja nagrań (partie perkusyjne) - Mariusz Krajewski – projekt okładki - Grzegorz Zierold – fotografie |